# 1149 dans les croisades
Cette page regroupe les évènements concernant les Croisades qui sont survenus en 1149 : 
- 13 janvier : mort de Robert de Craon, grand maître de l'Ordre du Temple[1].
- avril : Louis VII de France, un des chefs de la seconde croisade, retourne en France[2].
- 29 juin : Raymond de Poitiers, prince d'Antioche est tué à la bataille de Maarrata[2].
- 15 juillet : Le chœur des croisés de l'église du Saint-Sépulcre à Jérusalem est consacré[3].